# Sacramentstoren (Zuurbemde)
De Sacramentstoren (1555-1557) is deel van het interieur van de Sint-Catharinakerk van Zuurbemde (gemeente Glabbeek, Vlaams-Brabant).

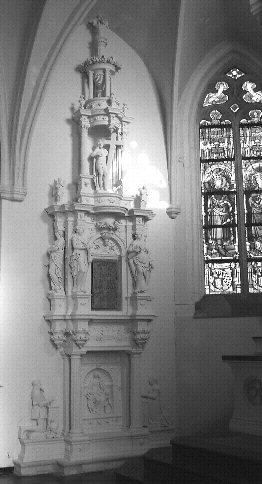
Sacramentstoren

## Stijl
Terwijl de Sacramentstoren van Zoutleeuw van een in feite gotisch type met renaissance-details is, is de Sacramentstoren van Zuurbemde een zuiver renaissancetype, maar dan wel in een onitaliaanse, Noord-Europese versie. Cornelis Floris tracht hier tot een eigen renaissance compositie te komen. Het gaat hier nog duidelijk om een torentype. De sterke accentuering van de sacramentsverdieping is nog terug te vinden. Ook de opbouw in vier verdiepingen is weinig Italiaans te noemen. Toch getuigen de strenge regelmaat en de plasticiteit van de compositie van een echt Italiaans gevoel voor schoonheid en proporties. Het tabernakel van Zuurbemde is helemaal rond de sculpturen gecomponeerd, en dat maakt het tot een voorbeeld van een nieuw Nederlands renaissancetype. Het staat daarmee duidelijk tegenover de Sacramentstoren van Zoutleeuw, waar onder hun renaissancistische inkleding de gotische elementen duidelijk aanwezig zijn.

## Beschrijving
Deze toren is circa 7,15m hoog met een maximum breedte van 2,70m en een diepte van maximum 0,70 m. De toren werd vervaardigd uit het veel aangewende zachte Avenneskrijt (Turoon uit Noord-Frankrijk). De toren telt vijf geledingen, telkens afgebakend door een kroonlijst, waarvan de bovenste drie een meer vrijstaand karakter hebben. De tweede verdieping is voorzien van een sacramentshuis, dat is afgesloten door de oorspronkelijke beschilderde metalen deur. De toren, die een zeer sterk samengestelde structuur vertoont (meer dan 100 architecturale onderdelen), werd in de muur verankerd door middel van gesmede doken. Op het gelijkvloers flankeren twee prianten een op antieke voorbeelden Caritas. Het gaat hoogstwaarschijnlijk om de schenkers.
Op de tweede etage wordt het tabernakel omgeven door vier draagfiguren, die vier deugden voorstellen, nl. één goddelijke (hoop) en drie kardinale (rechtvaardigheid, kracht, voorzichtigheid). Op de draagbalk ertussen is het gebruikelijke Laatste Avondmaal in een verfijnd laagreliëf weergegeven. In de zwikvullingen boven de tabernakeldeur vinden we vrouwelijke victories. Op de derde verdieping staat Christus de Verlosser (Christus Salvator), een variatie op het Michelangelo-type, in een tempelvormig aediculum (nis). Hierboven staat een opengewerkte zuilenrotonde die een vruchtenmand torst. Deze wordt als laatste overstegen door de pelikaan, tevens gepersonifieerde liefde.
Onderaan de toren bevindt zich de volgende Middelnederlandse tekst: "A(nn)o xvc lv doen wert dit werck bestede door heyndrik va(n) halle ende steúen jordens die doen kerckmeesters ware(n) van deser kercke(n)." Deze tekst werd in 2021 door Paul Kempeneers naar het hedendaags Nederlands vertaald als "In het jaar 1555 toen werd dit werk uitbesteed door Heyndrik van Halle en Steven Jordens die toen kerkmeesters waren van deze kerk." .

## Belang
Het gaat hier om de eerste sacramentstoren die rechtstreeks in verband kan worden gebracht met Cornelis Floris, na diens meesterwerk te Zoutleeuw (1549-1552). De Sacramentstoren van Zuurbemde vormde waarschijnlijk het prototype van de verdwenen Sacramentstoren uit het voormalig Celestijnerklooster te Heverlee, een werk waarvan belangrijke fragmenten worden bewaard in het Stedelijk Museum van Leuven. De kariatiden die in de Zuurbemdse toren zijn aangewend, werden als type geïntroduceerd in de Nederlanden door Cornelis Bos en voor het eerst als draagfiguur in dergelijke samenhang aangewend door Cornelis Floris omstreeks 1550. Andere typische elementen uit het Florisrepertorium worden gevormd door de zwikfiguren, de rolwerkkorfjes (hangconsoles) die vrijwel identisch zijn met diegene van Zoutleeuw, en vruchtensnoeren en festoenen.
Het te Zuurbemde bewaarde werk vormt dus een sleutelstuk in het oeuvre van de internationaal zeer invloedrijke kunstenaar Cornelis Floris en is als zodanig reeds bekend vooral sinds Hedicke's "Cornelis Floris und die Florisdekoration" uit 1913.
De toren bevond zich reeds in de 19e eeuw in een zorgwekkende conditie, door de vochtinfiltratie in de steunmuur waartegen toen een grafmonument aan de buitenzijde werd aangebouwd. Dit blijkt uit een verslag van M. Van Even uit 1882. De toestand werd indertijd behandeld en de toren werd tevens naar de toenmalige inzichten ontdaan van de kalkwitsellaag die hem tot dan toe had beschermd. Tegelijk werd de achterwand voorzien van een bepleistering waarbij de zwarte contourschildering die de toren in aanvang losmaakte van het muurvlak, volledig verdween. Bij het vooronderzoek, uitgevoerd tijdens de zomer van 1994, kwamen hiervan restanten aan het licht. Tevens kwam aan het licht dat de toren indertijd werd aangevuld met gietstukken in gips.

## De schenkers
Op de sokkel vindt men volgende tekst in gotisch schrift:
A° XV LV doen werd dit werck bestede door Heyndrick van Hallen en Steven Jordens die doen kerckmeesters ware van dezer kercke
Over de schenkers is men het niet altijd eens. Het pronkstuk van de kerk lijkt alleszins in de eerste plaats niet voor deze kerk bestemd te zijn geweest. Het past amper onder dit kruisbooggewelf. Het is goed mogelijk dat Margaretha van Oostenrijk de sacramentstoren financierde of schonk, maar dat die oorspronkelijk stond in het Maagdendalklooster (Oplinter) of het zusterklooster van Oriënte (Grazen) waar zij ooit een tijdlang verbleef en waar ook de Caritas-gedachte werd uitgedragen. Deze kloosters vielen vaak ten prooi aan brand en vernieling en de kunstschatten werden dan overgebracht naar naburige kerken of hier weer opgebouwd. Zij was niet alleen de regentes van de Nederlanden, maar ook een bekende mecenas, kunstverzamelaar en opdrachtgeefster aan kunstenaars. Zij liet kerken en kloosters verfraaien. Bovendien was ze ook zeer devoot. Mogelijk werd zij onderaan afgebeeld met haar derde echtgenoot Juan, maar zeker is dit vooralsnog niet.

## Restauratie
De restauratie- en conservatiewerkzaamheden aan Sacramentstoren werden in december 2004, na maanden van minutieuze en uiterst intensieve arbeid, beëindigd. Het resultaat mag gezien worden. De werken hebben 61.298 euro gekost en werden bekostigd door de Vlaamse overheid, de provincie Vlaams-Brabant, het gemeentebestuur van Glabbeek en de kerkfabriek Sint-Catharina.
Bethy Robeyns was meer dan 12 jaar lang de trekker van het project binnen de kerkfabriek van de parochie.

## Inhuldiging
De officiële (her-)inhuldiging gebeurde tijdens een eucharistieviering (voorgegaan door E.H. Guy Kibete en Zuurbemdenaar E.H. Kristof Struys) op zaterdag 26 februari 2005.